# Platysticta apicalis
Platysticta apicalis är en trollsländeart som beskrevs av Kirby 1894. Platysticta apicalis ingår i släktet Platysticta och familjen Platystictidae. Inga underarter finns listade i Catalogue of Life.